# Момина кула (Кремен)
Момина кула или с по-старо име Къз калеси е късноантична и средновековна крепост в Югозападна България, разположена в пролома Момина клисура на река Места край село Кремен на югоизточните склонове на Пирин, на 16 km километра северозападно от град Гоце Делчев (Неврокоп). Предполага се, че фортификационното съоръжение е построено към II-III век, след което е
изоставено и възстановено едва през XII век. Обявена е за археологически паметник с национално значение.

## Описание и особености
Крепостта се намира на 5,62 km югоизточно по права линия от центъра на село Кремен. Разположена е на връх с отвесни скални склонове от север, изток и юг, на десния бряг на Места, веднага вдясно от пътя за Гоце Делчев, който е и контролирала. От юг на крепостта тече река Каменица. Заема две тераси с площ от около 500 m2. На изток са основите на четириъгълна кула с размери 5,4 m на 6,2 m и с вход широк 0,9 m. Основите са запазени на около 0,5 m височина. Крепостната е единствено запад, от където е и единственият достъп, и тя е запазена на височина около 5 m в цялостната си дължина. На запад е и входът с кула, градена от ломени камъни и скални блокове, споени с бял хоросан, както и със сатрачна система от дървени греди. Денивелацията на запад е преодоляна с няколко стъпала, изсечени в скалата. Вътре е открита домашна керамика от V – VI и XII – XIV век. Крепостта е построена е вероятно през II – III век. По-късно е изоставена и е възстановена през XII век.
С траките е свързано изграждането на най-ранните укрепителни и фортификационни съоръжения в района на Гоце Делчев, където е създадена сравнително гъста мрежа от крепости, разположени на важни стратегически пунктове и пътища. Те пазели подходите към високопланинските седловини и клисури, както и предната укрепителна линия на градовете. Използването на естествено укрепени терени е характерна особеност и традиция за строителството на крепости в Желязната епоха.
Фортификационното съоръжение е изградено върху трудно достъпно възвишение, обградено от дълбоки речни долини от север, запад и юг. Забележителна част от укрепителната система са крепостните кули и бойниците. Те представляват надстроени скални образувания, метод, който е характерен за проектирането и строителството на крепости в късното Средновековие.
През лятото на 1915 година през крепостта минава известният български археолог и по-късно политик Богдан Филов, който оставя интересни пътни бележки:
| „ | При началото на дефилето, върху един връх на левия бряг на Места, над селото Сиропол, се намира градище (кале). Имало запазени дебели зидове и едно черковище, а също и някакъв кладенец (бунар 118х130х30, диаметър 80 см). По-горе, дето р. Каменица се влива в Места, се намира Къз калеси или Момина кула. Руините (зидовете) стърчат доста високо, на един връх. Вдясно се намира кула от турско време. Според преданието старата кула била съградена от някоя еврейка. | “ |

При теренни проучвания са открити и късове домашна керамика са от V век, а съществуват и писмени сведения, че крепостта е била свързана чрез тунел с античния град Никополис ад Нестум.

## Предания и легенди
По време на теренни проучвания през 2010 – 2012 година в изпълнение на дейностите по проект „Европейски приказки и легенди“ са извършени от научноизследователски екип в състав: проф. д-р Васил Марков, проф. д-р Албена Георгиева и доц. Георги Гаров, които записват легенди и предания свързани с Момина кула.
Народните легенди разказват за смела девойка, която за да не попадне в ръцете на турските поробители се хвърлила от крепостта в дълбоката пропаст, която се намирала под нея. Така хората нарекли мястото „Момина кула“.
Съществува и друг вариант на същата легенда, в която момата понечила да скочи в пропастта и в този момент се вкаменила. Силуетът според местното население ѝ се виждал и днес в скалите, източно под крепостта. При теренното проучване в близкото село Буково съществува легенда свързана с мястото, която гласи, че момата била огромна на ръст. Тя живеела на „Момина кула“ и била сестрата на епическия герой Крали Марко. Долу под скалите на крепостта, в река Места момата великан имала изсечено в скалата на дъното на реката огромно корито, където перяла дрехите си. От скалите при „Момина кула“ до скалите на отсрещния връх Нисторица, тя опъвала едно въже над реката за да простира изпраните дрехи. Според друг вариант на същата тази легенда момата великан била построила крепостта „Момина кула“. Тя вземала камъните от връх Нисторица и ги пренасяла по въже, което била опънала между върха и скалистото възвишение, където е крепостта над река Места.
Съществува и друга легенда за крепостта, в която се долавя отглас от историческите събития белязали падането на България под Османска власт. Според преданието Момина кула е построена от сестрата на цар Иван Шишман – Тамара, след като същата съумява да избяга от турски плен.
Кера Тамара Българска е дъщеря на цар Иван Александър и царица Теодора и е родена през 40-те години на XIV век. Според едни исторически извори Тамара е съпруга на деспот Константин, като преобладава мнението, че това е прочутият деспот на Велбъжд – Константин Драгаш. Тази теза обаче е обект на спорове в българската съвременната историческа наука, заради сложни политически взаимоотношения и възможно умело прикрита от двама велики държавници на епохата тайна. Известно е, че Константин Драгаш е починал през 1395 г., и че през 1376 г. Кера Тамара Българска е обявена в двора на новия български цар Иван Шишман за вдовица. Още през 1371 г., след като цар Иван-Александър умира, а престолът е зает от брата на Кера Тамара, Иван Шишман, във Велико Търново пристига делегация на османския султан Мурад I, която да уреди отношенията с новия цар. Султанът иска Кера Тамара за съпруга като залог за мир между двете страни. Иван Шишман протака това решение близо седем години и чак през 1378 г. след много неуспешни битки с турците, и за да спаси остатъка от българската държава, той сключва васален договор, по силата на който е принуден да изпрати Кера Тамара в харема на Мурад I в тогавашната столица на османците – Бурса. Според Бориловия синодик съдбата на Тамара е оценена като саможертва:
„…На Кера Тамара, дъщерята на великия цар Иван Александър, велика госпожа, обрученица на великия амир Амурат, която му бе отдадена заради българския род. А тя, като отиде там, запази православната си вяра, рода си освободи, живя добре и благочестиво и с мир почина, вечна памет…“.
В Лондонското евангелие до Тамара е изобразен съпругът ѝ деспот Константин. Извършени сравнителни анализи с други изображения показва, че това категорично е Велбъждския деспот Константин Драгаш, а летописите от XIV век на Балканите няма друг благородник с името Константин, който да носи титлата деспот. Дъщерята на Константин Елена Драгаш се омъжва за византийския император Мануил II Палеолог и става майка на последния византийски василевс – Константин Палеолог. В тази епоха на политическите бракове е недопустимо за един византийски император да направи своя съпруга случайна жена, неотговаряща на ранга му. Така подредени събитията в прав и логичен ред, според някои български медиависти е възможна само ако се допуснат две вероятности – за да спази религиозните канони – Иван Шишман, подготвяйки превръщането на сестра си в политически заложник за съдбата на България и в една от многото съпруги на турския султан, сам е пуснал слуха за нейното овдовяване; следователно Кера Тамара, както е описана в легендата, вероятно наистина е избягала от султанския харем. Факт, който Мурад I никога не би признал публично, защото такова признание би потвърдило чувствата му към жена от друга вяра, което е изключително оскърбление. За вътрешните му врагове това би било слабост, след чието разкриване лесно би бил свалят от престола. Оповестяването на бягството на Тамара, също щяло да бъде отчетено като голям позор, ето защо гробницата в Бурса, в чиято основа е гробът на Кера Тамара, редом до този на султан Мурад I, е оставена непокрита, според тази интерпретация на средновековната легенда – като символ на тайна, ревностно пазена повече от седем столетия.
Хроника от XV век описва Тамара Българска като начетена жена, която наред с най-добрите строители на цар Иван Александър е участвала в укрепването на крепостта в Дръстър (Силистра). ”Момина кула“ е най-голямата и надеждна крепост, която приблизително разполовява пътя между Бурса и Велбъжд. В средата на XIV век тя многократно е опожарявана от турците и е логично предположението, че след бягството си от турския плен Тамара е организирала възстановяването ѝ.
През 1903 година Пейо Яворов минава през Момина кула, незаинтересован от легендите за духове на девици, свързани с крепостта, той споделя само следното:
„Една мома се мярка в тъмнините на времето, един сфинкс задава съкрушителна загадка на въображението. Може би тук сутринният зефир е прохлаждал любовния жар на някоя царица Тамара, загледана подир стотния труп, отнасян от вълните на Места... Или младата пленница на някой страшен феодал е впивала иззад прозорчената решетка тъжни погледи в далечината – много вечери, дълги години, очакваща оногова, който ще дойде късно, уви.“

## Исторически контекст
В скалите под крепостта Момина кула е разкрита и естествена пещера, с няколко входа, галерии и зали, където е съществувало праисторическо обиталище. По стените на някои от галериите са регистрирани изрязани символи и знаци. В пръстта по подовете на галериите са открити пръснати късове от дебелостенни съдове, работени на ръка, късове от руда, кости и др. Входовете на пещерата са зазидани и достъпът до пещерата е невъзможен.
На около 2,5 km югозападно от Момина кула, в местността Планка се намират основите на селище датиращи от късната Античност, което е било значително по своята площ. От същия период датират и три некропола – един, отстоящ на около 100 m северозападно от селището; другият на 4 km източно от село Кремен в местността Лозенско и третият в местността Греищата, които датират от III – IV век.